# 유인촌
유인촌(柳仁村, 1951년 3월 20일 ~ )은 대한민국의 배우, 전직 정무직공무원이다.
연극 제작자로도 활동했고, 중앙대학교 예술대학 교수를 역임했으며, 이명박 정부와 윤석열 정부에서 문화체육관광부 장관으로 임명되었다.

## 학력
- 서울미동국민학교 (졸업)
- 한성중학교 (졸업)
- 한성고등학교 (졸업)
- 중앙대학교 연극영화학과 학사
- 연세대학교 언론홍보대학원 언론홍보학과 언론학 석사
- 중앙대학교 대학원 연극영화과 예술학 석사

## 생애
본관은 전주이며, 1951년 3월 20일 전북특별자치도 완주군 봉동면 성덕리에서 4남 2녀 중 넷째로 태어났다. 서울 서대문구 충정로에서 성장했다.
중앙대학교 연극영화학과 재학 중이던 1971년 연극 배우가 되면서 연예계에 데뷔하였다. 3년 후인 1974년 MBC의 공채 탤런트 6기로 배우로 데뷔하여 MBC TV 연속극 《강남가족》에서 야구선수인 아들 역과 《복녀》에서 남편 역을 맡았다. 4년 후인 1977년 군복무를 마치고 연예계에 복귀하였다.
1980년에서 2002년까지 22년간 문화방송에서 방송된 《전원일기》에서 김 회장의 둘째 아들 김용식 역을 맡았다. 그 외에도 다수의 텔레비전 드라마와 연극에 출연하였으며 연출도 했다. KBS 1TV 《역사스페셜》을 진행하기도 했다.
1990년 TV 드라마 《야망의 세월》은 샐러리맨 신화 이명박을 모티브로 한 드라마였는데 이 드라마에서 유인촌은 주인공 박형섭 역을 맡았다. 이것을 계기로 1990년대 초반 배우 최불암과 함께 민주자유당 국회의원 이명박과 친분을 맺게 되고 2008년 이명박 정부 문화체육관광부장관으로 임명되었다.
1995년에는 극단유를 창단한 이후 대표가 되었으며 1999년에는 유시어터를 만들었다. 1997년부터 2004년까지는 중앙대학교 연극영화학과에서 교수로 재직하고 환경운동에 참여하기도 하는데 2000년에는 환경부 환경홍보사절, 2004년에는 산림청 산림홍보대사를 지내기도 하였다.

### 정치 활동
이명박이 대통령 선거 출마를 선언한 뒤에는 "한나라당 이명박 대통령 선거 후보 캠프 문화예술정책위원회 위원장 직무대행"을 담당하여 선배 연기자 신영균, 윤일봉, 남궁원, 이순재, 박규채, 최불암, 홍성우, 심양홍, 백일섭, 이정길, 노주현, 김희라, 한인수, 후배 연기자 이덕화, 이경호, 각각 프리 랜서 방송인 출신의 전세권, 유정현, 문혜정, 각각 현직 한나라당 국회의원이던 이윤성, 맹형규, 심재철, 현직 한국문인협회 회장이던 김연균, 서울대학교 명예교수 최만린, 前 통일원 장관 출신 최영철, 前 문화공보부 장관 최병렬, 前 문화공보부 차관 출신 강용식, 前 자유민주연합 법률행정특보위원 출신 고승덕, 사회복지행정가 출신인 양정례, 前 새천년민주당 당무위원 출신의 박용호, 前 MBN 매일경제방송 정치부 차장대우 박종진, 前 신한국당 과학기술행정위원 출신 이찬진, 前 조선일보 문화부 차장대우 진성호, 前 조선일보 편집국 부국장대우 신재민 등과 함께 그의 당선을 도왔다.
2007년 대통령 선거후에는 "제 17대 대통령직인수위원회 사회교육문화분과위원회 상근자문위원"을 맡았다.
2008년 2월 14일 이명박 정부 첫 내각의 문화체육관광부 장관으로 내정되었다.
2008년 3월 12일 한 강연에서 "나름의 철학과 이념을 가진 문화예술계 인사들이 새 정권이 들어섰는데도 자리를 지키는 것은 지금껏 살아온 인생을 뒤집는 것"이라고 발언하였다.
2008년 3월 17일에는 김정헌 한국문화예술위원장, 김윤수 국립현대미술관장 등 5명을 실명 거론하며 "스스로 물러나는 게 순리"라고 주장했다. 그러다, 3월 20일 돌연 태도를 바꿔 국립민속박물관 업무보고에서 "논란의 대상이 된 많은 분께 마음 속으로 죄송한 마음을 갖고 있다"고 입장을 표명했다.
2008년 국정감사 도중 야당 측 이종걸 의원의 발언(MB 정권의 졸개 발언) 이후 "사진 찍지마! 이c 찍지마"라고 기자에게 욕설을 했다. 차관들이 말리고 회의장을 나가면서 "ec,성질이 뻗쳐가지고 정말..이c라고 욕설을 했다.
2023년 7월 6일 대통령비서실장 김대기의 추천으로 대통령 문화체육특별보좌관에 위촉되었다.
2023년 10월 7일 윤석열 정부의 두 번째 문화체육관광부 장관으로 임명되어 12년 만에 재입각하였으나 2025년 6월 4일 이재명 정부로의 정권교체 이후인 7월 29일 후임으로 최휘영 장관이 임명되면서 물러났다.

## 사건 및 논란

### 서울문화재단 이사장 관련 논란
서울문화재단의 첫 이사장으로 선임된 것이 연기자 생활을 하며 드라마 《야망의 세월》에서 이명박 역을 연기한 친분 때문이라는 논란이 있다.

### 예산 사용처 관련 논란
집행한 사업 중 수백억 원이 중복 투자되고 판공비로 지출되는 등 장관 전횡이 심했음이 지적되었으며, 대한체육회, 체육인재육성재단에 108억 중복 지출되는 등 국고 960억 원을 불투명하게 집행하고 있다는 의혹이 제기되었다. 또한 문대성의 IOC 위원과 연예인 응원단 지원, 태권도의 날 기념행사 지원 등을 세금으로 지출하여, 국가 세금을 낭비한다고 비판을 받기도 한다. 이에 대해 유인촌 장관은 "올림픽, 인재육성에 지출했다", "새로운 것이 아니고 쭉 있어온 것"이라고 해명하였다.

### 국정감사장에서의 욕설
2008년 10월 국회에서 열린 국정감사에서 민주당 이종걸 의원의 대통령에 대한 비난에 대해 정회 후 반발하는 과정에서 기자들에게 반말과 손가락질을 하며 "사진 찍지마! 이 XX 찍지마. 성질이 뻗쳐서 정말"이라는 욕설 발언을 하여 크게 비판을 받았다. 당시 수많은 기자들이 있는 상황에서 이 발언이 모두 녹화되었으며, 민주당을 비롯한 야당은 유 장관의 이런 행위가 국회를 모독한 것이라며 반드시 책임을 묻겠다고 말하였다. 유 장관은 현장에서 바로 사진 기자들에게 사과를 하고 욕설이 아니었다고 해명자료를 배포했으며, 이틀 후 다시 공식 브리핑을 통해 사과했다. 유인촌이 국정감사장에서 한 발언은 2008년에 디시인사이드에서 조사한 "2008년 올해 최고의 유행어는?"의 순위에 오르기도 하였다.

### 언론노조 추천 위원 위촉 거부
2009년 1월 14일, 전국언론노동조합은 유인촌을 서울중앙지검에 고발했다. 언론노조는 제출한 고발장에서 유인촌이 언론노조가 추천한 신학림 위원장의 위원 위촉을 거부하는 것은 "현 정권의 코드인사를 통하여 위원회에 대한 통제권 내지 영향력을 확보하고자 하는 불순한 동기와 목적에 기인한 것인바 명백한 위법행위"이라고 지적했다.

### 대동아 전쟁 발언 여부 관련 논란
2009년 11월 24일, 진보 인터넷 매체인 오마이뉴스에 따르면 유인촌은 2009년 11월 17일 중국 상하이 한국문화원에서 열린 '중국 젊은이들과의 대화' 행사에 참석하였는데, 상해와 한국의 관계를 언급하는 과정에서 대동아전쟁이란 용어(일본 우익에서 태평양 전쟁을 미화하는 말)를 언급한 것으로 전해진다고 보도했다.
오마이뉴스는 당시 행사에 참석했던 한 인사의 증언과 한 교민신문의 기사 내용을 근거로 "유 장관이 대동아전쟁시 상하이에 임시정부가 나와있었고, 많은 독립운동을 하던 한국분들이 열심히 노력했던 곳이다'라고 말했다"고 보도했다. 그러나 유인촌측은 "유 장관이 '상하이는 임시정부가 있어서 뜻깊은 곳'이라고 얘기한 적은 있지만, '대동아전쟁'이라는 용어를 사용했는지 모르겠다"는 불분명한 입장을 밝힌 것으로 전해졌다.

### ‘회피 연아’ 동영상 배포 네티즌 고소
2010년 3월 유인촌이 공항에서 동계올림픽에 참가하고 돌아온 선수단을 환영하는 행사를 하던 과정에서 김연아에게 꽃다발을 걸어주고 어깨를 다독여주는 장면을 한 누리꾼이 움직이는 사진(gif) 파일로 편집하여 배포하였다. 그러나 문화관광부 측은 "누리꾼의 동영상이 마치 김연아가 유인촌의 포옹을 피하는 것처럼 악의적으로 편집됐다"며 3월 17일 해당 영상을 배포한 누리꾼을 명예훼손 혐의로 고소하였다. 그러나 문화관광부와 유인촌이 아직도 인터넷 풍자 문화를 이해하지 못했다는 비판이 있으며 언론정치학 김창룡 교수는 "장관이 오해의 소지가 다분한 행동을 해놓고 이를 공개한 동영상을 향해 '성추행을 하려는 듯한 행동'이라는 표현을 사용해 처벌해 달라는 것은 무리"라며 "유 장관 입장에서는 억울할 수도 있지만 이를 형사처벌까지 요구하는 것은 곤란하다"고 지적했다. 이 동영상은 일명 '회피 연아'라고 불렸다.
4월 14일 유인촌은 이와 관련해서 "그런 것이 아니라 악플에 대한 교육적 차원에서 고소를 한 것"이라고 밝혔다. 이에 대해 민주당 서갑원 의원은 "인터넷 문화의 특성을 고려할 때 하나의 특정적인 현상에 불과한 일에 대해 고소를 하는 것으로 교육적 효과를 누리겠다는 장관의 발상이 지나치게 경직된 것 아니냐"고 지적하기도 하였다.
유인촌은 이 사건과 관련하여 "아직도 지금 천안함 관련해서도 쓸데없는 악플과 괴소문 악소문으로 많은 사람들이 고생했다”면서 “우리가 아직도 인터넷 강국이라고 얘기하면서 인터넷이 아주 나쁜 쪽으로만 강국이 된 것”이라고 밝혔다.

### 아이패드 불법 반입 논란
방송통신위원회가 인증을 받지 않은 아이패드의 대한민국 내 반입을 불법으로 규정하고 있는 가운데 유인촌은 아이패드를 이용하여 브리핑을 하였다. 규정에 따라 전파인증을 받으면 문제 없지만 각종 부품들의 회로도를 제출해야 하는 등 사실상 개인 인증을 받는 것이 불가능한 상황이기 때문에 유인촌이 소유한 아이패드가 불법 반입된 것이라는 비판이 일었다. 유인촌의 이러한 불법 반입 논란은 워싱턴 포스트에도 실렸으며, 노컷뉴스는 이러한 보도에 대해 '국제적 망신'이라고 보도했다. 불법 반입으로 밝혀질 경우 2천만원 이하의 벌금을 내야 한다. 그러나 문화관광부는 이날 오후 "전자책 유통업체인 북센이 연구용으로 보관하고 있던 아이패드를 브리핑을 위해 빌려온 것일 뿐"이라고 해명에 나섰다. 전파관리소 또한 27일 "판매를 목적으로 수입, 유통, 사용, 보관하는 경우는 처벌하지만 유 장관처럼 연구용 아이패드를 브리핑용으로 빌려온 것은 처벌 대상이 아니다"라고 밝혔다.

### 국기원 인사 관련 1인 시위자 욕설 논란
대한민국 국기원 이사 선임 가운데 청와대 비서관과 문광부의 개입이 있었다는 논란이 있다. 이 때문에 문화관광부 청사 앞에서 1인 시위를 하던 김덕근 바른태권도시민연합회 대표는, 유인촌이 자신에게 반말과 함께 욕설을 하였다고 주장하였다. 문화관광부 관계자는 이에 대해 사실이 아니며, 욕설을 한 당사자는 상대방이라고 주장하였다. 한편 청사 앞에서 근무를 서던 청원경찰은 오마이뉴스와의 인터뷰를 통해 둘 사이에 충돌은 없었다고 언급하였다.

### 극작가 유치진과의 관계
여성동아는 1999년 4월호에서 "아버지 유치진, 작은 아버지 유치환" 제목으로 유인촌이 극작가 유치진과 부자관계라고 보도 하였다. 이에 대해 유인촌은 "말도 안되는 내용이며, 해당 기자가 자기 마음대로 억측해 쓴 내용이다"고 밝혔다. 그는 또 "유치진 작가와 유치환 시인과 나는 전혀 관련이 없는 사람이다. 먼 친척 관계도 아니다"며 "유치진 작가는 본관이 진주인데, 나는 전주다. 또한 내 부친의 이름은 유탁이다"며 여성동아 기사 내용이 사실무근임을 증명했다.

### 배우 최종원과의 관계
태백-영월-평창-정선지역에서 국회의원으로 당선된 배우 최종원은 자신은 원래 정치에 대한 뜻이 없었던 인물이였으나 유인촌이 이명박을 믿고 지나치게 전횡을 부렸기 때문에 유인촌의 전횡을 막기 위해 국회의원이 되었다고 밝혔다. 최종원은 유인촌에 대해 "과거 전원일기에 출연할 당시에는 안 그랬지만 장관이 되고 나서 심하게 횡포를 부리고 있다. 문화 예술의 정책적 대안을 제시하고, 새로운 비전을 뭔가 만들고 제시하고 해야 될 주무장관이 어떤 이념적인 잣대로 좌파, 우파를 나누기 시작하고, 그냥 남의 목 자르고, 자기 패거리를 집어넣고 하는 그런 형태들이 굉장히 잔혹하다"고 비판했다.

## 경력
- 1973 : MBC 공채 탤런트 6기
- 1996.6 : 제35차 IAA 홍보위원, 공식모델
- 한국이웃사랑회 후원회 회장
- 1997 ~ 1999 : 환경운동연합 상임집행위원
- 1997.8 ~ 2004.3 : 중앙대학교 예술대 연극학과 조교수
- 2000 : 중앙대학교 예술대학 교수
- 2000.10 : 환경부 환경홍보사절
- 2001.9 ~ 2004.3 : 중앙대학교 아트센터 소장
- 극단 유 씨어터 대표
- 2002.3 : 산림청 산림홍보대사
- 2004 ~ 2007.1 : 서울문화재단 대표이사
- 2005.11 : 제2기 환경부 환경홍보사절
- 2007 : 제17대 대통령 선거 한나라당 이명박 대통령 후보  문화예술정책위 위원장 직무대행
- 2007.4 : 대덕연구개발특구 홍보대사
- 2008.1 : 제17대 대통령직인수위원회 사회교육문화분과위원회 상근자문위원
- 2008.1 : 대통령취임준비위원회 부위원장
- 2008.2 ~ 2011.1 : 초대 문화체육관광부 장관
- 2011.7 ~ 2013.2 : 대통령실 문화특별보좌관
- 2012.2 ~ 2012.9 : 예술의전당 이사장
- 2023.7 ~ 2023.10: 대통령비서실 문화체육특별보좌관
- 2023.10 ~ 2025.7: 제11대 문화체육관광부 장관
- 2023.10 ~ 2025.7: 대통령 직속 국가지식재산위원회 당연직 위원
- 2023.10 ~ 2025.7: 국민통합위원회 당연직 위원
- 2023.10 ~ 2025.7: 대통령 직속 지방시대위원회 당연직 위원

## 출연작

### MBC
- 1974년 MBC 일일연속극 《강남가족》 ... 야구선수인 아들 역
- 1974년 MBC 일일연속극 《복녀》
- 1977년 MBC 일일연속사극 《옥녀》#군대 제대 후 복귀작
- 1978년 MBC 어린이연속극 《X 수색대》 ... 강 중위 역
- 1978년 MBC 일일연속극 《미소》 ... 현석구 역
- 1978년 MBC 8.15특집극 《뜨거운 손》
- 1979년 MBC 일일연속사극 《안국동 아씨》 ... 사도세자 역
- 1980년 MBC 주초연속극 《백년손님》
- 1980년 MBC 6.25특집극 《아베의 가족》
- 1980년 MBC 주말연속극 《딸》
- 1980년~2002년 MBC 농촌드라마 《전원일기》 ... 김용식 역
- 1981년 MBC 일일연속사극 《교동 마님》 ... 박진수 역
- 1981년 MBC 금요드라마 《한강》
- 1981년 MBC 대하드라마 《제1공화국》 ... 김신 역
- 1981년 MBC 주말연속극 《성난 눈동자》
- 1981년 MBC 8.15특집극 《가장 긴 여름》
- 1981년 MBC 대하드라마 《여인열전 - 제1화 장희빈》 ... 숙종 역
- 1982년 MBC 한미수교 100주년 특집드라마 《서재필》 ... 서재필 역
- 1982년 MBC 일일연속극 《친구야 친구》
- 1982년 MBC 대하드라마 《여인열전 - 제3화 은장도》
- 1982년 MBC 일일연속극 《어제 그리고 내일》
- 1983년 MBC 수요드라마 《이삭을 거두며》
- 1983년 MBC 일일스포츠드라마 《갈채》 ... 근대 5종 선수 역
- 1984년 MBC 주말연속극 《사랑과 진실》 ... 강민호 역
- 1985년 MBC 대하드라마 《조선왕조 오백년 - 풍란》 ... 조광조 역
- 1986년 MBC 수목드라마 《첫사랑》 ... 지수 역
- 1986년 MBC 대하드라마 《조선왕조 오백년 - 회천문》 ... 인조 역
- 1986년 MBC 대하드라마 《조선왕조 오백년 - 남한산성》 ... 인조 역
- 1987년 MBC 미니시리즈 《최후의 증인》 ... 오 형사 역
- 1987년 MBC 미니시리즈 《불새》 ... 영후 역
- 1988년 MBC 미니시리즈 《도시의 흉년》 ... 서재호 역
- 1989년 MBC 미니시리즈 《상처》 ... 기훈 역
- 1990년 MBC 청소년특집극《두 권의 일기》 ... 국어 선생 역
- 1990년 MBC 특집드라마 《6월의 동화》
- 1990년 MBC 미니시리즈 《춤추는 가얏고》... 손윤오 역
- 1992년 MBC 대하드라마 《일출봉》 ... 업산 역
- 1994년 MBC 미니시리즈 《새야 새야 파랑새야》 ... 전봉준 역
- 1996년 MBC 미니시리즈 《화려한휴가》 ... 이정민 역
- 1997년 MBC 일일연속극 《세 번째 남자》 ... 장인수 역
- 2002년 MBC 미니시리즈 《고백》 ... 오동규 역

### KBS
- 1989년 KBS1 대하드라마 《역사는 흐른다》 ... 이규직 역
- 1990년 KBS2 주말연속극 《야망의 세월》 ... 박형섭 역
- 2002년 KBS2 대하드라마 《장희빈》 ... 동평군 역

### SBS
- 1994년 SBS 미니시리즈 《도깨비가 간다》 ... 한태우 역
- 1994년 SBS 주말극장 《이 여자가 사는 법》 ... 진이중 역
- 1996년 SBS 미니시리즈 《임꺽정》 ... 연산군 역
- 1996년 SBS 월화드라마 《연어가 돌아올 때》 ... 한재헌 역
- 1998년 SBS 특별기획드라마 《삼김시대》 ... 김대중 역

### 방송
- 《연예가중계》 (KBS2)
- 《아침마당》 (KBS1)
- 《밤의 히트 쇼》 (MBC)
- 《신화창조의 비밀》 (KBS1)
- 《TV는 사랑을 싣고》 (KBS2)
- 《열린음악회》 (KBS1)
- 《역사스페셜》 (KBS1)
- 《인사이트 아시아 - 유교, 2500년의 여행》 (KBS1)
- 《명불허전》 (OBS)

### 영화
- 《가능한 변화들》 (2005년)
- 《닥터 K》 (1998년)
- 《불새》 (1997년) - 경섭 역
- 《김의 전쟁》 (1992년) - 권희로 역 (권희로 사건을 다루고 있다.)
- 《동경 아리랑》 (1990년) - 강석찬 역
- 《아제 아제 바라아제》 (1989년) - 현종 역
- 《밀월》 (1989년) - 민영규 역
- 《연산일기》 (1988년) - 조선 10대 왕 연산군 역
- 《영점구일칠》 (1987년)
- 《아가다》 (1985년)
- 《불의 회상》 (1985년)
- 《초대받은 성웅들》 (1984년)
- 《바보스러운 여자》 (1984년)
- 《장미부인》 (1983년)
- 《아픈성숙》 (1980년) - 신경호 역
- 《정조》 (1979년)

### CF
- 일동제약 바이팍스 (1981년)
- 동원F&B 쿨피스 (1981년)
- 아모레퍼시픽 탁틴 화장품 (1982년)
- DL모터스 (GLX125) (1984년)
- HK이노엔 (프로헤파룸) (1986년 ~ 1987년)
- 동화약품 (화이투벤) (1984년 ~ 1992년)
- 경남모직 K앙고라덱스 (1985년 ~ 1986년)
- 삼성전자 (1987년)
- 코오롱패션 맨스타 (1987년)
- 남양유업 점프A (1987년)
- 롯데칠성음료 게토레이 (1988년)
- 비와이씨(BYC) (1988년 ~ 1993년)
- 타가보일러 (1989년)
- 옥시레킷벤키저 파워크린
- 대진침대 (1989년)
- 롯데웰푸드 롯데껌 (1989년) - MBC 탤런트 단체들로 출연
- 메리노 전기요·전기장판(1990년)
- 네슬레 네스카페 골드 브렌드 (1990년) - (노주현, 임성민와 함께 출현)
- 위니아전자(구 대우전자) (1991년 ~ 1998년) (신대우가족 시리즈, 신대우가족 - 공기방울이야기 시리즈(이상 박상원과 함께 출연), 탱크주의, 세탁기 "파워", 정수기 "믿을 水", 수퍼비전 "임팩트", 안전 가스보일러 "탱크", 공기방울세탁기 "보송보송", 공기방울세탁기 "제트", 공기방울세탁기 "돌개물살", 공기방울세탁기 "슈퍼", 공기방울세탁기 "올리고 때리고", 입체 냉장고 "탱크", 탱크 냉장고 "신선은행", 탱크 냉장고 "냉기그물" 등)
- 에바스 까마 (1991년)
- 애경 팍스 (1992년)
- KT 001 (1992년)
- 하이파이브 칼립소 (1993년)
- LG전자 테크폰
- 현대L&C 에머랄드 (1994년)
- 쌍방울어패럴 앙떼떼 (1994년)
- 시몬스침대 (1994년)
- 와이제이물산 와이제이학사고시 (1995년)
- 삼산주택 (1995년)
- OB맥주 넥스 (1995년)
- 동성종합건설 위너렉스 (1995년)
- 거평프레야 (1996년)
- 서울특별시상수도사업본부 서울의 수돗물 (1997년)
- 뱅크라인 (1998년)
- 동국제약 인사돌 (1998년)
- 대구광역시 산업용재관 (1999년)
- 삼성증권 (1999년)
- SK브로드밴드 (2000년)
- 신용협동조합 (2000년)
- 팜한농 (2000년)
- 재능교육 (2000년)
- 금강제화 상품권 (2001년)
- 제일헬스사이언스 케펜텍(with. 배종옥, 염정아, 서인석) (2001년)
- 한국토지공사 (2001년)
- 광동제약 광동 우황청심원 (2002년)
- 오리온 초코파이 (2002년 ~ 2003년)
- 서울우유 (2003년)
- AIA생명 (2005년)
- 에치와이 헬리코박터 프로젝트 윌 (2005년)
- 한국수력원자력 온실가스줄이기캠페인 (2007년)

### 라디오 프로그램
- 2014년 EBS 《EBS 책 읽는 라디오 낭독 시리즈》

## 연극
- 2023년 《파우스트》 - 파우스트 역 (2023.3.31 ~ 2023.4.29 LG아트센터 서울 LG SIGNATURE 홀)

## 수상 경력
- 1974년 MBC 연기대상 신인연기상
- 1980년 제16회 백상예술대상 TV부문 남자 신인연기상
- 1986년 제22회 백상예술대상 TV부문 인기상
- 1986년 MBC 연기대상 남자 최우수연기상
- 1987년 제23회 백상예술대상 TV부문 남자 최우수연기상
- 1987년 제14회 한국방송대상 남자연기상
- 1988년 제8회 한국영화평론가협회상 남우주연상
- 1988년 제24회 백상예술대상 영화부문 인기상
- 1989년 제25회 백상예술대상 연극부문 인기상
- 1990년 제26회 백상예술대상 TV부문 인기상
- 1990년 KBS 연기대상 대상
- 1991년 제27회 백상예술대상 TV부문 남자 최우수연기상
- 1992년 제28회 백상예술대상 영화부문 남자 최우수연기상
- 1993년 제29회 백상예술대상 TV부문 인기상
- 1993년 제30회 저축의 날 대통령표창
- 1996년 제32회 백상예술대상 연극부문 남자 최우수연기상
- 1996년 제7회 김수근문화상 공연예술상
- 1996년 기독교문화예술원 제정 제10회 기독교문화대상
- 1998년 제34회 동아연극상 연기상
- 2000년 제10회 이해랑 연극상
- 2001년 제13회 한국방송프로듀서상 TV진행자상
- 2003년 제2회 스타선행대상
- 2008년 제17회 일본영화비평가상 국제협력상
- 2012년 청조근정훈장

## 가족 관계
- 아버지: 유탁
- 어머니: 박금순
- 배우자: 강혜경
  - 아들: 유대식 (1984년 12월 15일 ~ ), 배우
- 형: 유길촌 (1940년 7월 3일 ~ 2022년 4월 27일) — 방송 작가
- 동생: 유경촌 (세레명: 티모테오, 1962년 9월 4일 ~ 2025년 8월 15일) — 가톨릭 주교

## 저서
- 《유인촌, 연기를 가르치다》(2005년) ISBN 89-8407-203-6
- 《유인촌 거침없이 걸어라》(2007년) ISBN 978-89-92731-16-4

## 갤러리

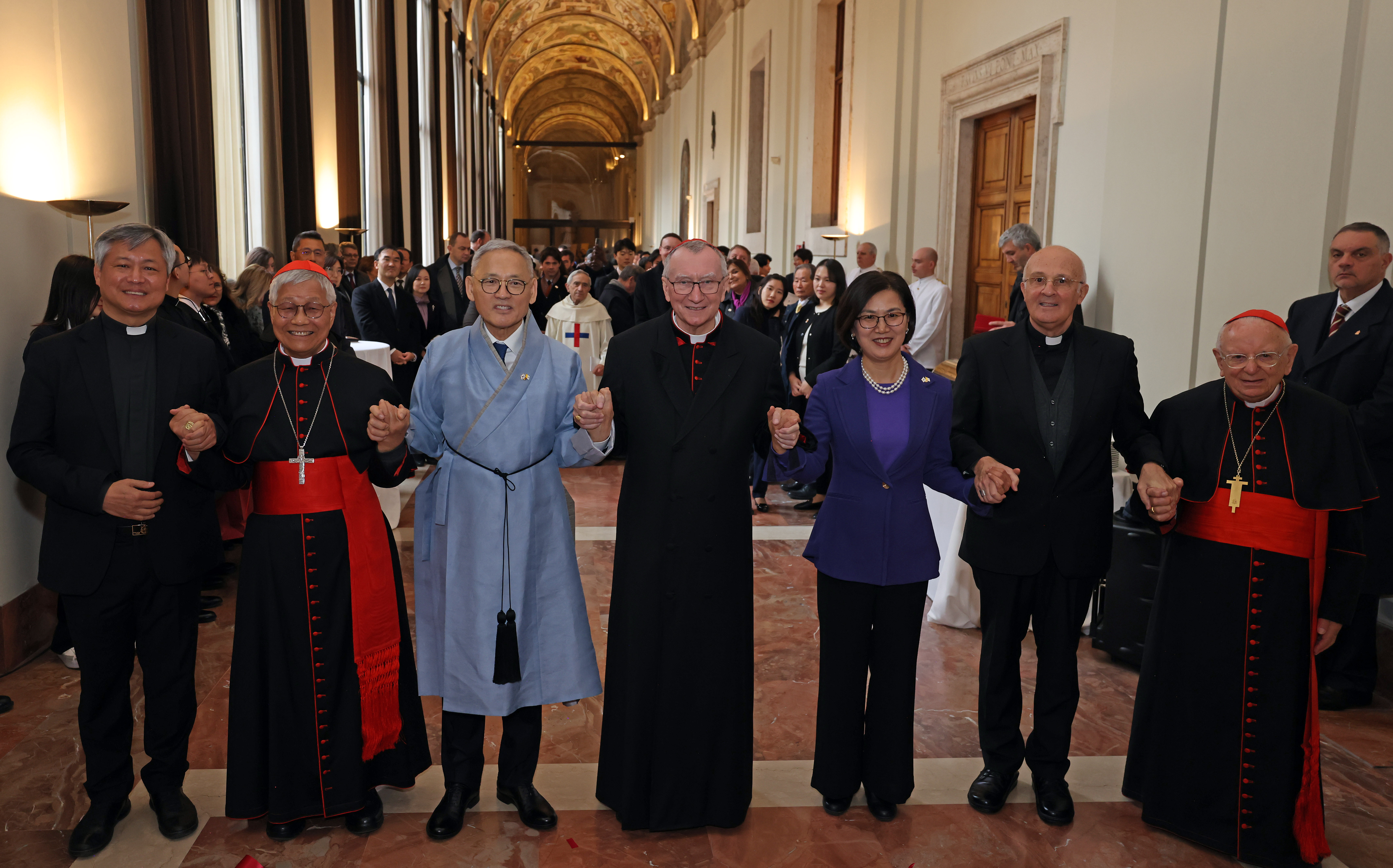
2023년, 한-교황청 수교 60주년을 기념해 바티칸시국을 방문한 유인촌 문체부장관 (왼쪽에서 3번째)
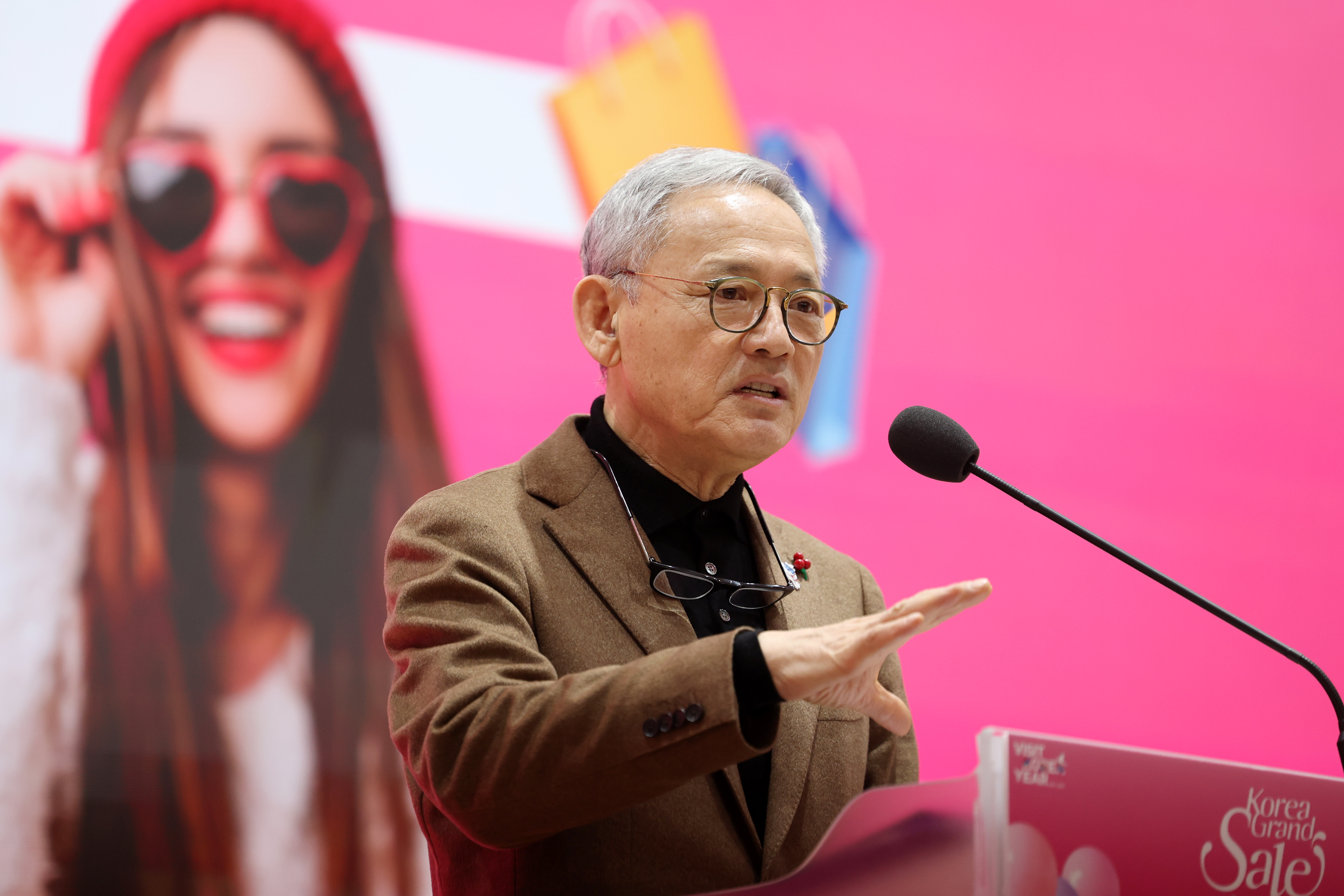
2024 코리아 그랜드 세일 개막식에서
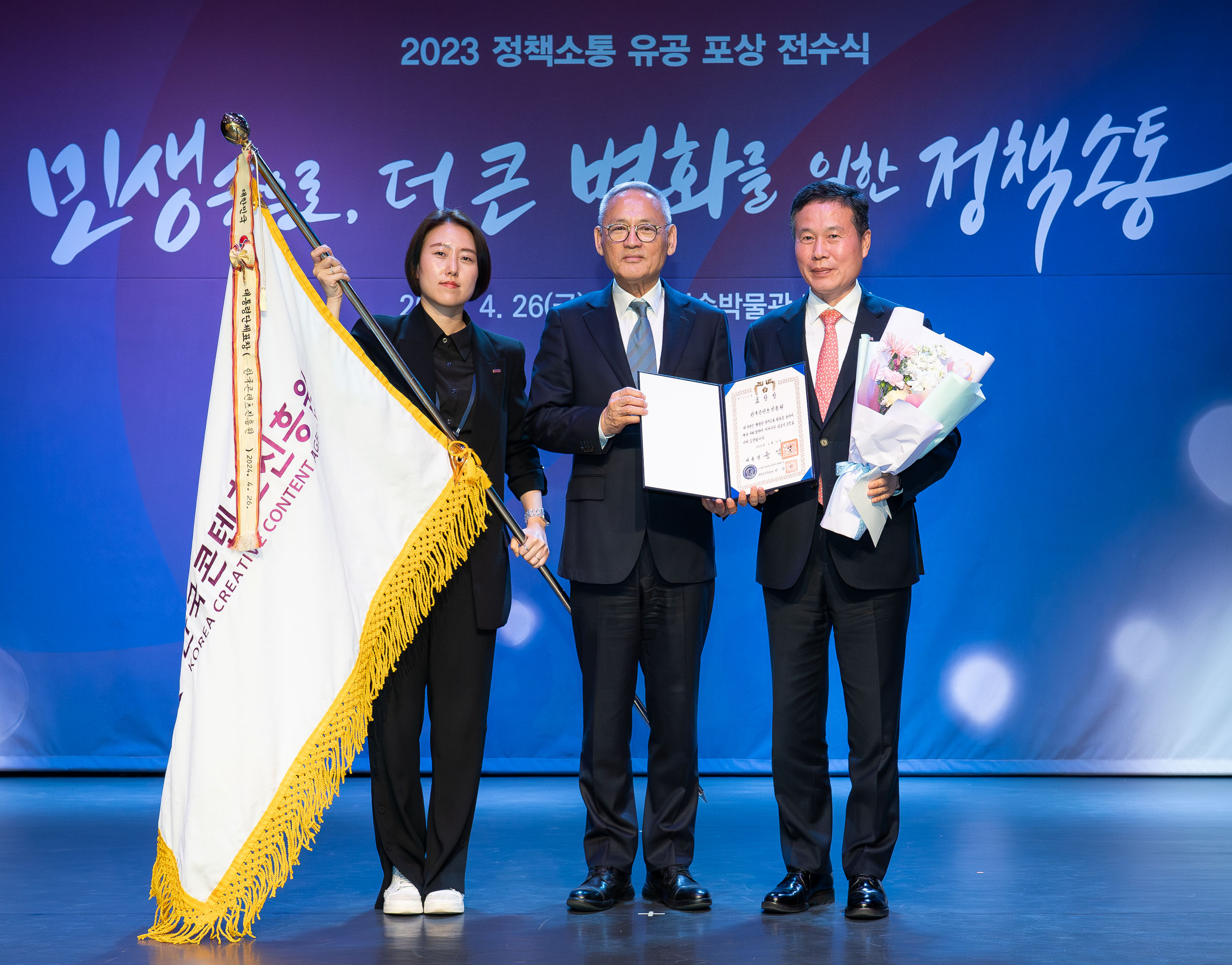
2023 정책소통 유공 포상 전수식에서 (가운데)